# Holt (Alabama)
Holt és una concentració de població designada pel cens dels Estats Units a l'estat d'Alabama. Segons el cens del 2000 tenia 4.103 habitants.

## Demografia
Segons el cens del 2000, Holt tenia 4.103 habitants, 1.614 habitatges, i 1.081 famílies. La densitat de població era de 488,9 habitants/km².
Dels 1.614 habitatges en un 31,4% hi vivien nens de menys de 18 anys, en un 41,4% hi vivien parelles casades, en un 20,4% dones solteres, i en un 33% no eren unitats familiars. En el 28,5% dels habitatges hi vivien persones soles el 9,3% de les quals corresponia a persones de 65 anys o més que vivien soles. El nombre mitjà de persones vivint en cada habitatge era de 2,54 i el nombre mitjà de persones que vivien en cada família era de 3,12.
Per edats la població es repartia de la següent manera: un 27,1% tenia menys de 18 anys, un 10,7% entre 18 i 24, un 27,5% entre 25 i 44, un 21,6% de 45 a 60 i un 13,1% 65 anys o més.
L'edat mediana era de 35 anys. Per cada 100 dones hi havia 97,2 homes. Per cada 100 dones de 18 o més anys hi havia 94,3 homes.
La renda mediana per habitatge era de 27.273 $ i la renda mediana per família de 33.165 $. Els homes tenien una renda mediana de 28.212 $ mentre que les dones 17.048 $. La renda per capita de la població era de 12.049 $. Aproximadament l'11,3% de les famílies i el 20,2% de la població estaven per davall del llindar de pobresa.

## Poblacions més properes
El següent diagrama mostra les poblacions més properes.